# Mecanisme

Cremallera en moviment

Dues rodes dentades

Un mecanisme és un conjunt d'elements sòlids units per enllaços tals que els permeten tenir almenys un grau de llibertat i, per tant, un cert moviment. D'un mecanisme sense cap grau de llibertat se'n diu estructura i està immòbil. Els mecanismes poden ser o formar part d'una màquina, tot i que no necessàriament, mentre que les estructures formen l'esquelet o xassís de màquines, edificis o escultures, entre d'altres. La quantitat de mecanismes que es fan servir és immensa. Es troben tant en coses senzilles, com pot ser una cremallera d'un pantaló, com en coses molt més complicades, com ara acoblaments de naus espacials. Són exemples de mecanismes: el reductor de velocitat, el fre, la ratera, el canvi de marxes, el motor de pistons, l'embragatge, la vàlvula, l'aixeta, la cadena del vàter, la porta, la politja, les tisores, la bicicleta, el patinet, la sínia, el penell, la cadira plegable, el molinet de cafè, el molinet de vent, el paraigua, la caixa de canvis o el diferencial.